# Yuan Shikai
Yuan Shikai (chino tradicional: 袁世凱, chino simplificado: 袁世凯, pinyin: Yuán Shìkǎi, Wade-Giles: Yüan Shih-k'ai; 16 de septiembre de 1859-6 de junio de 1916) fue un militar y político chino durante el final de la dinastía Qing y la primera época de la República de China. Presidió esta de marzo de 1912 hasta su fallecimiento en junio de 1916. Su mandato se caracterizó principalmente por el fracaso de la implantación del sistema parlamentario en China y por el reforzamiento del poder de los caudillos militares de las provincias.
Su nombre de cortesía zì (字) fue Weiting (慰亭, a veces escrito también como 慰廷 o 尉亭). Su seudónimo hào (號) fue Rong'an (容庵).
Comenzó su carrera pública como militar. Destacó en especial por mandar las tropas chinas en Corea en 1884. Protegió a los extranjeros durante el levantamiento bóxer y desempeñó luego diversos cargos públicos. Caído en desgracia, fue, sin embargo, convocado luego por la corte imperial para enfrentarse con los rebeldes republicanos durante la Revolución Xinhai de 1911. Fue nombrado primer ministro imperial y aprovechó el cargo para imponer la abdicación del emperador y hacerse con el poder.
Las crisis en política exterior durante su periodo como presidente de la república terminaron siempre en reveses para China: Yuan no pudo impedir que tanto Mongolia Exterior como Tíbet acabasen bajo control de potencias europeas.

## Ascenso militar
Tuvo una actuación destacada durante la Rebelión de los Bóxer, en la que protegió a los residentes extranjeros de los ataques de los rebeldes. En septiembre de 1901 el gobierno imperial le nombró legado de Beiyang y le envió a Hsiaochan, en las cercanías de Tianjin para formar un Nuevo Ejército moderno. Yuan trasladó entonces la academia militar a Baoding (conocida también como Academia Militar de Beiyang) y formó la gendarmería de Tianjin.

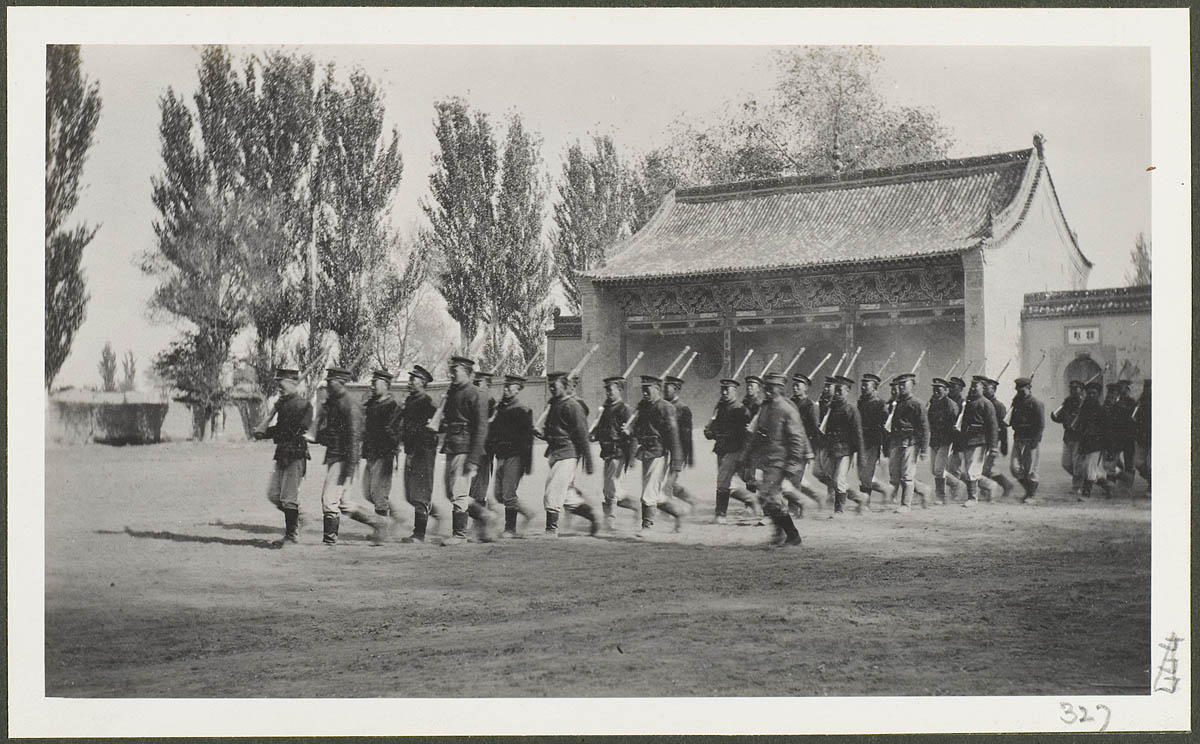
Instrucción de soldados chinos del Nuevo Ejército formado por Yuan por encargo de la corte imperial.

En 1902, la emperatriz Cixi le nombró ministro de Beiyang, zona que comprendía las actuales provincias de Hebei, Liaoning y Shandong.
Tras el estallido de la Revolución de Xinhai el 10 de octubre de 1911 por la ejecución de ciertos revolucionarios, el Gobierno imperial, incapaz por sí mismo de detener el alzamiento, hubo de llamar el 15 del mismo mes a Yuan, que fue nombrado primer ministro. Obtuvo el control supremo de los ejércitos imperiales. En vez de aplastar la revuelta, Yuan actuó como intermediario entre las partes, forzando la abdicación del emperador manchú Puyi (12 de febrero de 1912) ante el ofrecimiento del cabecilla de los rebeldes, Sun Yat-sen, de la presidencia de la república en noviembre. Tanto los monárquicos como los revolucionarios creían que era la figura que podría garantizar la unidad del país, el orden interno, y evitar una intervención extranjera. Tanto unos como otros lo consideraban un hombre capaz, si bien algunos criticaron luego su temperamento y sus acciones.
El 1 de enero de 1912 los revolucionarios proclamaron la república en Nankín y nombraron presidente a Sun (29 de diciembre de 1911). Yuan abogó por la implantación de una monarquía constitucional, pero finalmente se avino a aceptar la república. Obtuvo el reconocimiento de los Estados Unidos, a los que otorgó concesiones bancarias y petroleras.

## Al frente de la república

### Obtención del cargo y arrumbamiento de los revolucionarios
Deseando mantener la capital en Pekín y no trasladarla a Nankín como pedían los revolucionarios, ordenó a una unidad militar que se amotinase en la capital para justificar su permanencia en ella (28 de febrero de 1912).  Así la presidencia se mantuvo en el norte. La relación entre los revolucionarios y Yuan fue tensa; este fue víctima de un intento de asesinato ya el 17 de enero de 1912, cuya autoría atribuyó a aquellos. En febrero los delegados de Nankín acudieron a tomar el juramento a la república de Yuan, que trataron de llevar a cabo en Nankín como gesto de sumisión de Yuan al movimiento, sin lograrlo. Juró el cargo el 10 de marzo de 1912 en Pekín. Sun Yat-sen renunció definitivamente al cargo de presidente provisional algunas semanas después, el 1 de abril.

### Crisis nacional
Yuan reservó para sus partidarios los principales ministerios, como el de Finanzas y Defensa, adjudicando a los revolucionarios solo los puestos de menor importancia del gabinete. La república se encontraba en la bancarrota y abundaban las tropas que ni el Gobierno central ni las provincias podían mantener. La impresión de papel moneda para mantener los gastos gubernamentales llevó a la devaluación de la moneda. No solo el Gobierno pequinés imprimía moneda, también lo hacían algunas provincias, sin aval alguno. La primera preocupación del Gobierno fue, por tanto, lograr un crédito internacional para reflotar la economía. El primer crédito que evitó la declaración de bancarrota se logró en el otoño de 1912. Aun así la situación interna era grave: los gobernadores militares de las provincias mantenían su desprecio por el Gobierno central y continuaban con sus emisiones de moneda, que siguió depreciándose. El Gobierno central apenas recibía ingresos de las provincias y dependía de los impuestos que recaudaban las potencias extranjeras, que resultaban insuficientes para sufragar los gastos. Las provincias gozaban de amplia autonomía de hecho, gestionaban sus ingresos y mantenían sus propias tropas, aunque generalmente evitaban enfrentarse directamente con el Gobierno nacional.

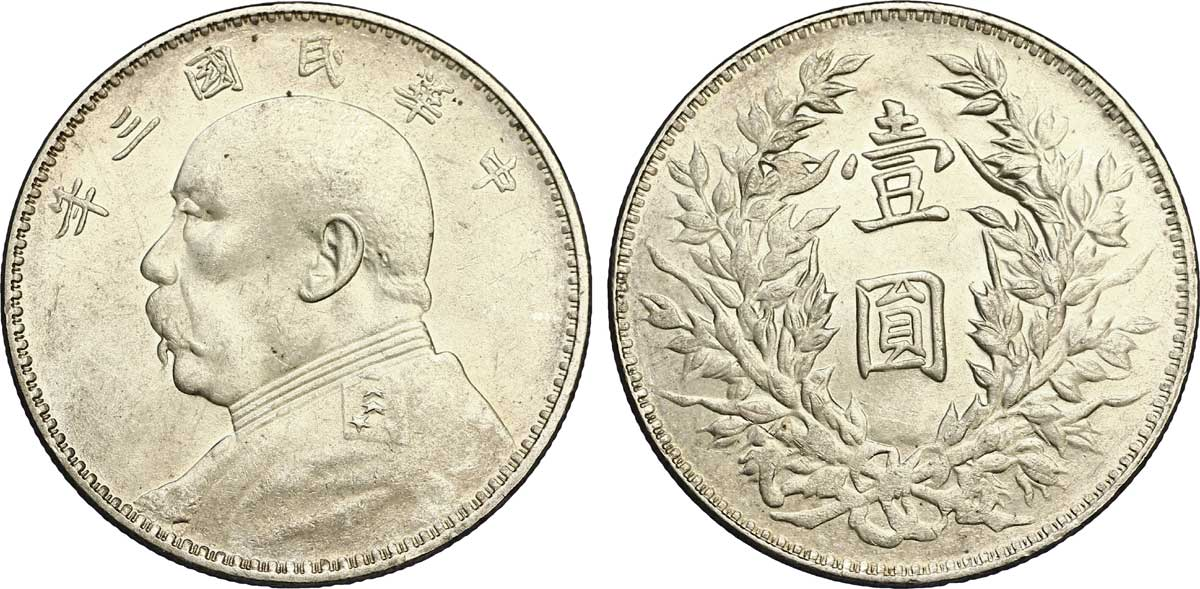
Moneda con la efigie del presidente Yuan Shikai. Durante su mandato, no solo el Gobierno central, sino también algunas provincias, emitieron su propia moneda, a menudo sin aval alguno.

Por su parte, Mongolia Exterior aprovechó la revolución de 1911 para separarse, proclamando la independencia con ayuda rusa el 21 de octubre de 1912 y creando el Kanato de Mongolia como Estado autónomo. Las sucesivas crisis en política exterior se saldaron con una serie ininterrumpida de derrotas para Yuan: no pudo impedir que tanto Tíbet como Mongolia Exterior pasasen a depender de potencias europeas, a pesar de sus acuerdos con Rusia en 1913 y 1915 sobre Mongolia y sus conversaciones con los británicos sobre Tíbet en 1914. Los extranjeros intervenían además en la administración de los impuestos sobre la sal y disfrutaban de amplias concesiones en los ferrocarriles chinos. Las negociaciones con Japón que comenzaron en enero de 1915 acabaron con la aceptación de las Veintiuna exigencias en mayo. Para Yuan, la causa de los sucesivos reveses era la falta de la autoridad del emperador, que minaba la fortaleza china. Por otra parte, la república no tenía apoyo popular, en parte por la exclusión de las masas del proceso político, acaparado por las viejas elites del antiguo imperio y las nuevas educadas en la cultura occidental, aunque tampoco la población respaldaba claramente la vuelta a la monarquía. La implantación del gobierno parlamentario republicano fracasó por la falta de respaldo popular y por la oposición de parte de los poderosos, bien partidarios de la monarquía —constitucional o no— o interesados en defender sus intereses regionales y no en instaurar un gobierno eficiente en la capital. La mayoría de la población era indiferente a la suerte del gobierno republicano y los partidos políticos surgidos en los primeros años de la república estaban copados por intelectuales y no reflejaban los intereses del grueso de la población. Yuan empleó la fuerza y los sobornos contra sus adversarios, pero estos a menudo se dejaron comprar por el presidente.

### Debilidad política y desbaratamiento de la oposición
El 15 de agosto de 1912 el asesinato en la capital de un destacado general revolucionario soliviantó a la oposición al gobierno de Yuan, considerado como incapaz. A pesar de lo estipulado en la Constitución, el Gobierno retrasó las elecciones que debían conducir a la formación del Parlamento, dedicándose mientras a eliminar a sus rivales políticos.
Cuando no pudo retrasar más las elecciones Yuan las convocó en 1913; resultó ampliamente derrotado. Yuan entonces ordenó asesinar al principal dirigente de la oposición que acababa de vencer las elecciones, Song Jiaoren en Shanghái. Se le consideraba responsable además de otros asesinatos políticos. A pesar de esta amenaza, el Parlamento entró en sesión el 7 de abril, desafiando a Yuan y con una abrumadora mayoría opositora. Yuan contraatacó contrayendo un enorme crédito internacional sin contar con él. Yuan pensaba disponer a su gusto del préstamo y había mostrado su desprecio por el poder de la oposición al obtenerlo sin la debida aprobación de las Cortes. El presidente empleó los fondos para sobornar a algunos diputados y fomentar las rencillas en el Kuomintang, al tiempo que destituía a tres gobernadores provinciales —de Anhui, Cantón y Jiangxi— que pertenecían a este partido.
Tras dos meses de disputas entre Yuan y los revolucionarios, estos, agrupados en torno a Sun, trataron de llevar a cabo un segundo alzamiento. Los tres gobernadores destituidos se negaron a abandonar el cargo y siete provincias se alzaron contra Yuan. El 10 de julio de 1913, comenzaron los combates de la llamada Segunda Revolución, que fue aplastada por Yuan y sus seguidores. El presidente nombró nuevos gobernadores provinciales fieles a su persona y reforzó con su victoria el poder del Gobierno central, sin lograr, empero, acabar con el de las provincias. La unidad nacional se mantenía gracias al poder militar de Yuan, debido a la lealtad de los mandos del Ejército de Beiyang a su persona.
Yuan amedrentó al Parlamento para que lo eligiese presidente permanente el 6 de octubre y tomó posesión oficialmente el 10, aniversario de la caída de la monarquía. El 4 de noviembre de 1913, disolvió en la práctica el Parlamento al retirar las actas de diputados a los miembros del Kuomintang, convirtiéndose en dictador de hecho del país. Las Cortes, incapaces de alcanzar cuórum, dejaron de reunirse, y quedaron oficialmente disueltas algunos meses más tarde, el 10 de enero de 1914. En la primavera de ese año, aprobó una ley constitucional que en realidad servía para justificar su gobierno dictatorial. La debilidad de los republicanos permitió a Yuan acaparar el poder, gobernar gracias a su control del Ejército y debilitar las nuevas instituciones, lo que sentó un precedente para los posteriores caudillos militares.

### Germen de la época de los caudillos militares

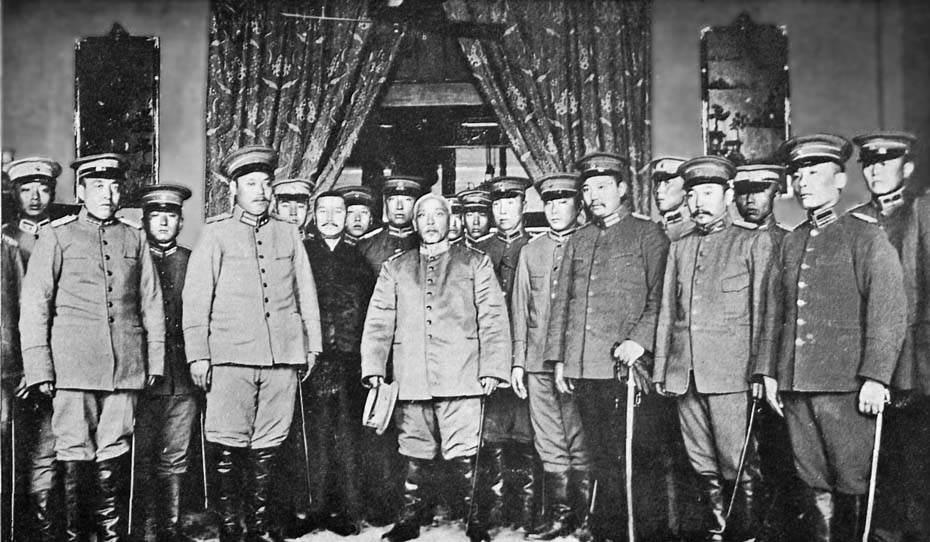
Yuan en la toma de posesión como presidente interino, el 10 de marzo de 1912. Lo rodean militares, que formaron el verdadero sostén del poder del presidente durante su periodo al frente de la nueva República de China.

Desde la revolución de 1911 Yuan pasó a no confiar en los oficiales de formación japonesa, apoyándose cada vez más en los que se habían formado en la academia que él había fundado. Estos aumentaron su poder, pero Yuan se cuidó de que este no fuese excesivo y ninguno pudiese rivalizar con él. En octubre de 1914 creó un Nuevo Ejército, cuyos oficiales provenían de los suboficiales del Ejército de Beiyang, como contrapeso a los oficiales de este. En el seno de las diversas unidades fueron creciendo los agrupamientos que sólo se mantenían unidos por la autoridad de Yuan y que más tarde formarían las camarillas militares que controlaron el país a su muerte.
Los caudillos militares que dominaron la política nacional a la muerte de Yuan existían ya durante el mandato de este y aumentaron su poder. El número de soldados creció notablemente entre 1912 y 1916, tanto los pertenecientes a las unidades que controlaba Yuan como la de los caudillos militares regionales.
El desorden interno típico del posterior periodo de los caudillos militares ya se extendía por el país durante la presidencia de Yuan. En parte lo originaban los propios militares directamente, como en el saqueo de Nankín durante la Segunda Revolución; otras, indirectamente, pues el licenciamiento de soldados —simultáneo con el reclutamiento de otros— aumentó el número de bandoleros que saqueaban el campo.

## Fracaso de la restauración monárquica y muerte
A principios de 1915, Yuan, que en 1911 había preferido la monarquía constitucional a la república, acaparaba ya tanto poder como los antiguos emperadores. Aprovechando la crisis por la imposición japonesa de las Veintiuna exigencias en la primavera de 1915, sus partidarios comenzaron una campaña en agosto para retornar a la monarquía y nombrar emperador a Yuan, con el apoyo tácito del propio Yuan. En los planes de restauración se mezclaban motivos de política nacional (creencia en que la monarquía fortalecería a China frente a las potencias, especialmente frente a Japón) y la ambición personal de Yuan y su familia. Tras una serie de maniobras que duraron el resto del año, se proclamó emperador el 13 de diciembre de 1915, con el nombre de reinado de Hongxian ("Abundancia constitucional"). 

Sublevación de las provincias por la pretensión de Yuan de restaurar la monarquía y hacerse emperador.

El nuevo emperador era padre de tres hijos, de los cuales sólo el primogénito, el Príncipe Yuan Keding, gozaba de la consideración de su padre, pero debido a un accidente había quedado inválido. El emperador no tenía en especial estima a los otros dos, los príncipes Yuan Kewen y Yuan Keliang, a los que consideraba como "un falso erudito" y "un bandido" respectivamente.
A pesar de sus intentos por lograr el respaldo del resto de caudillos militares mediante el otorgamiento de nuevos títulos nobiliarios a las figuras clave del país, hubo de enfrentarse a una fuerte oposición de las provincias, que no aceptaron la restauración de un régimen monárquico. La sociedad influyente de la república se mostró hostil ante las maniobras de Yuan, a pesar de que la administración respondió a las instrucciones recibidas y solicitó su ascenso al trono imperial. A pesar de la impresión de una aceptación mayoritaria de la restauración, la oposición estaba muy extendida. Tras la rebelión sucesiva de muchas provincias y la amenaza de que las demás se declarasen también independientes del Gobierno imperial, Yuan se vio obligado a abandonar el trono el 22 de marzo de 1916, aunque conservó el cargo de presidente. Murió de una afección renal unos meses después, en junio, cuando su gobierno apenas controlaba la capital y se hallaba arruinado.
Le sucedió su vicepresidente al que los rebeldes auparon a la presidencia, pero para entonces la unidad del país se había perdido, surgiendo bandas de caudillos militares (las "camarillas") que se repartieron en el poder en las distintas regiones, mientras que en el sur surgió un Gobierno rival encabezado por Sun Yatsen. La muerte de Yuan eliminó a un tiempo la figura que representaba la precaria unidad nacional y la autoridad suprema del Ejército de Beiyang que había mantenido unida a sus generales, allanando de advenimiento del periodo posterior, dominado por los caudillos militares regionales.
| Predecesor: Sun Yat-sen                        | Presidente de la República de China 1912-1915 | Sucesor: Ninguno (él mismo como emperador)  |
| Predecesor: Ninguno (él mismo como presidente) | Emperador de China 1915-1916                  | Sucesor: Ninguno (él mismo como presidente) |
| Predecesor: Ninguno (él mismo como emperador)  | Presidente de la República de China 1916      | Sucesor: Li Yuanhong                        |